# Forrest P. Sherman
Forrest Percival Sherman, född 30 oktober 1896 i Merrimack, New Hampshire, död 22 juli 1951 i Neapel, var en amerikansk sjöofficer (4-stjärnig amiral) i USA:s flotta.
Sherman var Chief of Naval Operations (CNO), den högsta yrkesmilitära befattningen i flottan, från 2 november 1949 fram till sin död.

## Biografi
Sherman ingick i 1918 års avgångsklass från United States Naval Academy, som dock redan sändes ut i aktiv tjänst 1917 på grund av USA:s inträde i första världskriget.
Han började tjänstgöring inom traditionell ytstrid, men blev marinflygare 1922. Efter studier vid Naval War College följde tjänstgöring ombord på hangarfartygen USS Lexington (CV-2) och USS Saratoga (CV-3).
I början av andra världskriget tjänstgjorde han vid flottans högkvartersstab i Washington, D.C.
Efter befordran till kommendör i maj 1942, tillträdde Sherman som fartygschef för USS Wasp (CV-7). Hangarfartyget Wasp sänktes av en japansk ubåt utanför Salomonöarna, men Sherman tilldelas Navy Cross för hjältemod.
I november 1943 utsågs Sherman till biträdande stabschef för Stillahavsflottans befälhavare Chester Nimitz, en befattning som Sherman hade under återstoden av kriget. 
Han utsågs till CNO i oktober 1949 och fick handskas med efterspelet till "amiralernas revolt". Sherman dog 1951 under ett besök i italienska Neapel och är gravsatt på Arlingtonkyrkogården.

## Eftermäle
Sherman har namnet en jagarklass från 1950-talet samt en jagare i Arleigh Burke-klass i tjänst från 2006.